# 迈克尔·切尔托夫
迈克尔·切尔托夫（Michael Chertoff，1953年11月28日—），犹太人，美国政治家，美国共和党成员，《美国爱国者法案》起草人之一，前美国国土安全部长（2005年至2009年）。

## 生平
2009年1月20日，美国参议院确认了美国总统奥巴马委任珍妮特·納波利塔諾為国土安全部第三任部長。為了讓部長一職的交接順利，奧巴馬政府要求国土安全部第二任部長迈克尔·切尔托夫留任部長一職直至2009年1月21日。